# فریمانت (سیاتل)
فریمانت (به انگلیسی: Fremont) یک منطقهٔ مسکونی در ایالات متحده آمریکا است که در واشینگتن واقع شده‌است. فریمانت ۱۱٬۳۴۵ نفر جمعیت دارد.